# شيغيفومي موري
شيغيفومي موري (باليابانية: 森重文) هو عالم رياضيات ياباني ولد في 23 فبراير 1951

 في ناغويا، اليابان ، اشتهر بعمله على هندسة جبرية حائز على جائزة وسام فيلدز.

## وصلات خارجية
- الموقع الرسمي لجائزة وسام فيلدز